# Beatus Kinyaiya
Beatus Kinyaiya O.F.M. Cap. (ur. 9 maja 1957 w Shimbwe) – tanzański duchowny katolicki, arcybiskup Dodomy od 2015.

## Życiorys

### Prezbiterat
Święcenia kapłańskie przyjął 25 czerwca 1989 roku w zgromadzeniu kapucynów. Po święceniach został wicerektorem seminarium zakonnego w Maua, zaś w 1996 objął urząd jego rektora. W 1999 został przełożonym tanzańskiej prowincji zakonu.

### Episkopat
22 kwietnia 2006 roku został mianowany biskupem diecezji Mbulu. Sakry biskupiej udzielił mu 2 lipca 2006 roku Polycarp Pengo - arcybiskup archidiecezji Dar-es-Salaam. W dniu 6 listopada 2014 roku został mianowany arcybiskupem archidiecezji Dodomy. Urząd objął w dniu 18 stycznia 2015 roku.
W latach 2015–2018 był wiceprzewodniczącym tanzańskiej Konferencji Episkopatu.